# Santadi
Santadi ist eine italienische Gemeinde (comune) mit 3094 Einwohnern (Stand 31. Dezember 2023) in der Provinz Sulcis Iglesiente auf Sardinien. Die Gemeinde liegt etwa 18 Kilometer südsüdöstlich von Carbonia und etwa 29 Kilometer südöstlich von Iglesias am Parco Geominerario Storico ed Ambientale della Sardegna. 
Das Gigantengrab Barrancu Mannu liegt ebenso beim Ort, wie Pani Loriga, eine 1965 entdeckte phönizisch-punische Befestigung, und die Grotten Is Zuddas und Pirosu.

## Verkehr
Die Gemeinde wird im Nordwesten durch die Strada Statale 293 di Giba begrenzt. 

## Persönlichkeiten
- Silvio Camboni (* 1967), Comiczeichner